# Madison, Minnesota
Madison är administrativ huvudort i Lac qui Parle County i delstaten Minnesota. Enligt 2020 års folkräkning hade Madison 1 518 invånare.